# Eli Marcià
Eli Marcià (en llatí Aelius Marcianus) va ser un jurista romà que va escriure amb posterioritat a l'emperador Septimi Sever. Vivia en el regnat de Caracal·la al que va sobreviure i probablement encara vivia en el regnat d'Alexandre Sever (iniciat el 222).
Va deixar nombrosos escrits jurídics: 16 llibres de Institutiones; dos de Publica Judicia; dos d'Appellationes; cinc de Regularia; un de Delatores; un de dret hipotecari i un sobre Sct. Turpillianum. També va escriure unes notes sobre Papinià.